# آب‌انبار دودرب بیدخت
آب‌انبار دودرب بیدخت مربوط به دوره قاجار است و در بیدخت، مرکز شهر واقع شده و این اثر در تاریخ ۲۴ تیر ۱۳۸۲ با شمارهٔ ثبت ۹۲۵۷ به‌عنوان یکی از آثار ملی ایران به ثبت رسیده است.